# Осиротіли (картина)
«Осиротіли» — картина російського художника та власника маєтку «Павленки» на околиці Полтави Григорія Григоровича Мясоєдова, що написана 1899 року та зберігається у Харківському художньому музеї.

## Про автора картини
Григорій Григорович Мясоєдов не належав до приємних осіб. За переказами, художник мав різкий, негнучкий характер. Він не ужився з першою дружиною-піаністкою, кинув її, але офіційно не розлучився. Зійшовся з молодою художницею Ксенією Івановою, яка 1881 року народила від нього сина Івана. Григорій Григорович відвіз сина до Москви і віддав на виховання родині друга та учня — пейзажиста О. Кисельова.
Тривалий час батько не визнавав власного батьківства, що травмувало молоду Ксенію Іванову, котрій було заборонено називатися матір'ю сина Івана. Це також травмувало малу дитину, що росла в оточенні замовчування та неправди, та була знервованою та бунтівною. Скрутне становище Ксенії Іванової перервала рання смерть через туберкульоз. І лише ця подія примусила Мясоєдова-старшого визнати власне батьківство та забрати сина у чижих людей.

## Опис твору
На невеликому полотні подано жінку в чорній сукні, що йде з сенбернаром старим, майже здичавілим парком. За поверхневим поглядом — типова сценка гуляння молодої пані, що нагадувала парадні портрети. Уважний погляд, однак, відкривав дещо незвичне для парадного портрету — великий смуток молодої особи. Аристократичний парадний портрет абсолютно забороняв відтворення щирих почуттів, замість них доречними були демонстрація власного багатства, самовпевненість, зовнішня привабливість, демонстрація переваг навіть тоді, коли особа не мала їх у власному характері чи у власній поведінці.
В творчому доробку Г. Г. Мясоєдова картина доволі незвична. Адже він був прихильником селянської тематики і демонстрував це власними творами на кшталт «Портрет селянської дівчини», «Читання маніфесту 19 лютого 1861 року» (1873), «Косарі» (1887), «Молебен під час посухи» (1880). Не брався він і за створення яскравих парадних портретів, що вражали б глядачів старовинними чи модними інтер'єрами та ефектними позами. Ім'я молодої особи так і залишилось невідомим, однак, за деякими джерелами, це могла бути Софія Волковицька — дочка відомого орловського лікаря Володимира Івановича Радуловича, яку художник подеколи зображував на своїх полотнах.
Паньонка на полотні не просто струнка, вона наче виснажена і худа від хвороби. Збережені відомості, що Ксенія Іванова хворіла на сухоти і була худорлявою. Але чи вона це чи якийсь збірний образ? Адже туберкульоз тоді був розповсюдженою хворобою. До того ж реалістична художня традиція другої половини 19 ст. неодноразово зверталась до теми хвороб і смерті від них. Бралися за цю тематику і численні представники салонного мистецтва. Саме звинувачення у поступкам салонному мистецтву і почув Григорій Мясоєдов після подачі картини на виставки Товариства пересувних художніх виставок.
Нетипова для творчості Григорія Мясоєдова картина якось випала з поля зору дослідників і істориків мистецтва. Хоча стверджують, що картина створена в садибі Павленки в Україні[джерело?]. Бурхливі і трагічні події 20 ст. взагалі відкинули твір у тінь, бо криваве сторіччя рясніло трагедіями та смертями мільйонів людей. Час вдивитись у нетиповий портрет прийшов лише зараз, коли портрет почали наново виставляти у Харківському художньому музеї.

## Історія побутування твору (провенанс)
Картина «Осиротіли» була придбана для Харківського міського художнього музею вже 1899 року з XX виставки Товариства пересувних художніх виставок. На відміну від низки втрачених картин Харківського музею була збережена і прикрашає донині збірку музею.